# Agenesia renal
La agenesia renal es la ausencia, en el nacimiento, de un riñón (agenesia renal unilateral) o de ambos riñones (agenesia renal bilateral).

## Clasificación

### Agenesia renal bilateral
La agenesia renal bilateral es una enfermedad infrecuente y muy seria.
La agenesia renal bilateral consiste en la ausencia de ambos riñones en el momento del nacimiento. Es un desorden genético caracterizado por una falla de los riñones en desarrollarse en un feto, que se acompaña de oligohidramnios, o ausencia de riñones causa una deficiencia de líquido amniótico en una mujer embarazada. Normalmente, el líquido amniótico actúa como amortiguador para el feto en desarrollo. Cuando hay una cantidad insuficiente de este líquido, puede ocurrir la compresión del feto dando por resultado malformaciones adicionales del bebé.
Este desorden es más común en los niños nacidos de un padre que tiene una malformación del riñón, particularmente la ausencia de un riñón (agenesia renal unilateral). Los estudios han probado que la agenesia renal unilateral y la agenesia renal bilateral están relacionadas genéticamente.

### Agenesia renal unilateral
La agenesia renal unilateral es mucho más común, pero no tiene por qué presentar problemas si el otro riñón está sano. La ocurrencia procede de 1/1000 recién nacidos, y se da con mayor frecuencia en Asia. Afecta principalmente a varones y el riñón ausente es generalmente el riñón izquierdo. Esta enfermedad tiende a ser asintomática y por lo que usualmente se llega a descubrir fuera de la infancia debido a que el riñón restante tiende a sufrir hipertrofia compensadora, lo que involucra compensar la ausencia del otro riñón. Esta anomalía se llega a notar alrededor de los 15 o 16 años, porque aparece un abultamiento en la región lumbar posterior, que generalmente tiende a doler cuando a esa porción en cresta se golpea o se recarga sobre un objeto, como al sentarse para conducir durante varias horas.
Si bien esta enfermedad no da problemas a lo largo de la vida, el paciente debe de seguir un procedimiento dietético bajo en grasas y alimentos irritantes que dilaten el uréter, o que tiendan a dañar crónicamente al riñón. También es adecuada la ingesta de productos alimenticios bajos en fosfatos y sodio. Si la enfermedad se llega a diagnosticar dentro de la infancia, el pediatra debe de detectar la valoración de otras anomalías congénitas o síntomas de vías urinarias. El 92% de los casos viven una vida normal, aunque la mayoría de esta población asintomática empieza a sentir los problemas cuando los hábitos alimenticios son deficientes o hay una modificación excesiva de grasas.